# Campionatul European de Volei Feminin din 1981
Campionatul European de Volei Feminin din 1981 a fost a doisprezecea ediție a Campionatului European de Volei organizată de CEV. A fost găzduită de Bulgaria din 19 până în 27 septembrie 1981. Orașele gazdă au fost Pernik și Sofia. La turneu au participat 12 echipe naționale și victoria finală a revenit Bulgariei pentru prima oară.

## Echipe

### Calificate direct
- Bulgaria - țară organizatoare
- Uniunea Sovietică - campioana ediției precedente
- RDG  - viceampioana ediției precedente
- Ungaria - locul 4 la ediția precedentă
- România - locul 5 la ediția precedentă
- Țările de Jos - locul 6 la ediția precedentă

### Calificate în urma preliminariilor
- Cehoslovacia
- Italia
- Iugoslavia
- Polonia
- RFG
- Turcia

## Componența grupelor
| Grupa A - Cehoslovacia - Iugoslavia - România - Uniunea Sovietică | Grupa B - Italia - Țările de Jos - Polonia - RDG | Grupa C - Bulgaria - RFG - Turcia - Ungaria |  |

## Faza preliminară
| Calificare pentru turneul pentru locurile 1-6  |
| Calificare pentru turneul pentru locurile 7-12 |

### Grupa A -Pernik
| L | Echipa            | P | M | V | Î | SC | SP | Ratio | PP  | PÎ  | Ratio |
| - | ----------------- | - | - | - | - | -- | -- | ----- | --- | --- | ----- |
| 1 | Uniunea Sovietică | 6 | 3 | 3 | 0 | 9  | 0  | MAX   | 135 | 57  | 2,368 |
| 2 | Cehoslovacia      | 5 | 3 | 2 | 1 | 6  | 4  | 1,500 | 124 | 125 | 0,992 |
| 3 | România           | 4 | 3 | 1 | 2 | 4  | 6  | 0,667 | 117 | 126 | 0,929 |
| 4 | RFG               | 3 | 3 | 0 | 3 | 0  | 9  | 0,000 | 69  | 137 | 0,504 |

### Grupa B -Sofia
| L | Echipa        | P | M | V | Î | SC | SP | Ratio | PP  | PÎ  | Ratio |
| - | ------------- | - | - | - | - | -- | -- | ----- | --- | --- | ----- |
| 1 | RDG           | 6 | 3 | 3 | 0 | 9  | 4  | 2,250 | 171 | 155 | 1,103 |
| 2 | Polonia       | 5 | 3 | 2 | 1 | 6  | 4  | 1,500 | 136 | 104 | 1,308 |
| 3 | Italia        | 4 | 3 | 1 | 2 | 5  | 6  | 0,833 | 133 | 131 | 1,015 |
| 4 | Țările de Jos | 3 | 3 | 0 | 3 | 3  | 9  | 0,333 | 114 | 164 | 0,695 |

### Grupa C -Sofia
| L | Echipa   | P | M | V | Î | SC | SP | Ratio | PP  | PÎ  | Ratio |
| - | -------- | - | - | - | - | -- | -- | ----- | --- | --- | ----- |
| 1 | Bulgaria | 6 | 3 | 3 | 0 | 9  | 2  | 4,500 | 155 | 101 | 1,535 |
| 2 | Ungaria  | 5 | 3 | 2 | 1 | 8  | 3  | 2,667 | 148 | 98  | 1,510 |
| 3 | RFG      | 4 | 3 | 1 | 2 | 3  | 6  | 0,500 | 96  | 111 | 0,865 |
| 4 | Turcia   | 3 | 3 | 0 | 3 | 0  | 9  | 0,000 | 46  | 135 | 0,341 |

## Faza finală

### Grupa pentru locurile 1-6 -Sofia
| L | Echipa            | P  | M | V | Î | SC | SP | Ratio | PP  | PÎ  | Ratio |
| - | ----------------- | -- | - | - | - | -- | -- | ----- | --- | --- | ----- |
| 1 | Bulgaria          | 10 | 5 | 5 | 0 | 15 | 4  | 3,750 | 265 | 161 | 1,646 |
| 2 | Uniunea Sovietică | 9  | 5 | 4 | 1 | 12 | 5  | 2,400 | 228 | 169 | 1,349 |
| 3 | Ungaria           | 8  | 5 | 3 | 2 | 13 | 8  | 1,625 | 263 | 215 | 1,223 |
| 4 | RDG               | 7  | 5 | 2 | 3 | 7  | 10 | 0,700 | 170 | 232 | 0,733 |
| 5 | Polonia           | 6  | 5 | 1 | 4 | 4  | 14 | 0,286 | 192 | 252 | 0,762 |
| 6 | Cehoslovacia      | 5  | 5 | 0 | 5 | 5  | 15 | 0,333 | 191 | 280 | 0,682 |

### Grupa pentru locurile 7-12 -Pernik
| L | Echipa        | P  | M | V | Î | SC | SP | Ratio | PP  | PÎ  | Ratio |
| - | ------------- | -- | - | - | - | -- | -- | ----- | --- | --- | ----- |
| 1 | România       | 10 | 5 | 5 | 0 | 15 | 0  | MAX   | 225 | 99  | 2,273 |
| 2 | Italia        | 9  | 5 | 4 | 1 | 12 | 4  | 3,000 | 217 | 154 | 1,409 |
| 3 | Țările de Jos | 8  | 5 | 3 | 2 | 9  | 9  | 1,000 | 194 | 212 | 0,915 |
| 4 | RFG           | 7  | 5 | 2 | 3 | 8  | 11 | 0,727 | 233 | 232 | 1,004 |
| 5 | Iugoslavia    | 6  | 5 | 1 | 4 | 6  | 12 | 0,500 | 177 | 249 | 0,711 |
| 6 | Turcia        | 5  | 5 | 0 | 5 | 1  | 15 | 0,067 | 135 | 235 | 0,574 |

## Clasamentul final
| Loc | Echipă            | Calificare pentru                                  |
| --- | ----------------- | -------------------------------------------------- |
| 1   | Bulgaria          | Campionatul European 1983 Campionatul Mondial 1981 |
| 2   | Uniunea Sovietică | Campionatul European 1983 Campionatul Mondial 1981 |
| 3   | Ungaria           | Campionatul European 1983                          |
| 4.  | RDG               |                                                    |
| 5.  | Polonia           | Campionatul European 1983                          |
| 6.  | Cehoslovacia      | Campionatul European 1983                          |
| 7.  | România           |                                                    |
| 8.  | Italia            |                                                    |
| 9.  | Țările de Jos     |                                                    |
| 10. | RFG               |                                                    |
| 11. | Iugoslavia        |                                                    |
| 12. | Turcia            |                                                    |

| Campionatul European de Volei feminin din 1981 Bulgaria Primul titlu |